# Порнографска афера (филм)
Порнографска афера (фр. Une liaison pornographique) је француски филм белгијског редитеља Фредерика Фонтена из 1999. Супротно од наслова, овај филм је много мирнији и уверљивији.
Главне улоге играју Сержи Лопез и Натали Бај (Nathalie Baye) која је за ову улогу награђена као најбоља глумица на Венецијанском филмском фестивалу 1999.

## Радња
Филм приказује причу двоје људи који су се нашли преко огласа, спремни на необичне перверзије које не могу примењивати у свакодневним животима. Њих двоје, као потпуни странци, након сексуалне, постају зависници љубавне привлачности. Они постају уплашени у љубави која их је обузела и коју не смеју да признају.